# Takashi Ichiba
Takashi Ichiba, jap. 市場孝士 (ur. 13 grudnia 1960) – japoński sztangista, dwukrotny olimpijczyk (1984, 1988). Startował w wadze muszej (do 52 kg) oraz koguciej (do 56 kg).

## Osiągnięcia

### Letnie igrzyska olimpijskie
- Los Angeles 1984 – 4. miejsce (waga kogucia)
- Seul 1988 – 5. miejsce (waga kogucia)

### Mistrzostwa świata
- Gettysburg 1978 – 7. miejsce (waga musza)
- Saloniki 1979 – 8. miejsce (waga musza)
- Los Angeles 1984 – 4. miejsce (waga kogucia) – mistrzostwa rozegrano w ramach zawodów olimpijskich